# Alexandre des Pays-Bas (1851-1884)
Pour les articles homonymes, voir Alexandre des Pays-Bas.
Titre
Héritier présomptif de la 
Couronne des Pays-Bas
11 juin 1879 – 21 juin 1884
(5 ans et 10 jours)
Guillaume Alexandre Charles Henri Frédéric d’Orange-Nassau (en néerlandais, prins Alexander van Oranje-Nassau), prince d’Orange, prince des Pays-Bas et prince d’Orange-Nassau, né le 25 août 1851 à La Haye (aux Pays-Bas) et mort dans la même ville le 21 juin 1884, est un héritier présomptif de la Couronne des Pays-Bas, fils du roi Guillaume III et de la princesse Sophie de Wurtemberg.
Après la mort du prince Alexandre, il faut attendre 96 ans pour que le titre de prince d’Orange soit conféré à l’héritier mâle du souverain néerlandais ; en 1980, le prince Willem-Alexander, fils aîné de la reine Beatrix, reprend le titre jusqu’en 2013, date de son intronisation sur le trône des Pays-Bas. Une réforme de 1983 a cependant abrogé l’usage exclusif de ce titre pour les héritiers mâles, si bien que la princesse Catharina-Amalia, fille de Willem-Alexander est devenue princesse d’Orange de plein droit.

## Biographie
Troisième fils du roi Guillaume III des Pays-Bas (1817-1890) et sa première épouse, la reine Sophie de Wurtemberg (1818-1877), le prince Alexandre des Pays-Bas naît le 25 août 1851, à La Haye, l'année suivant la mort de son frère le prince Maurice, décédé à l'âge de 7 ans.

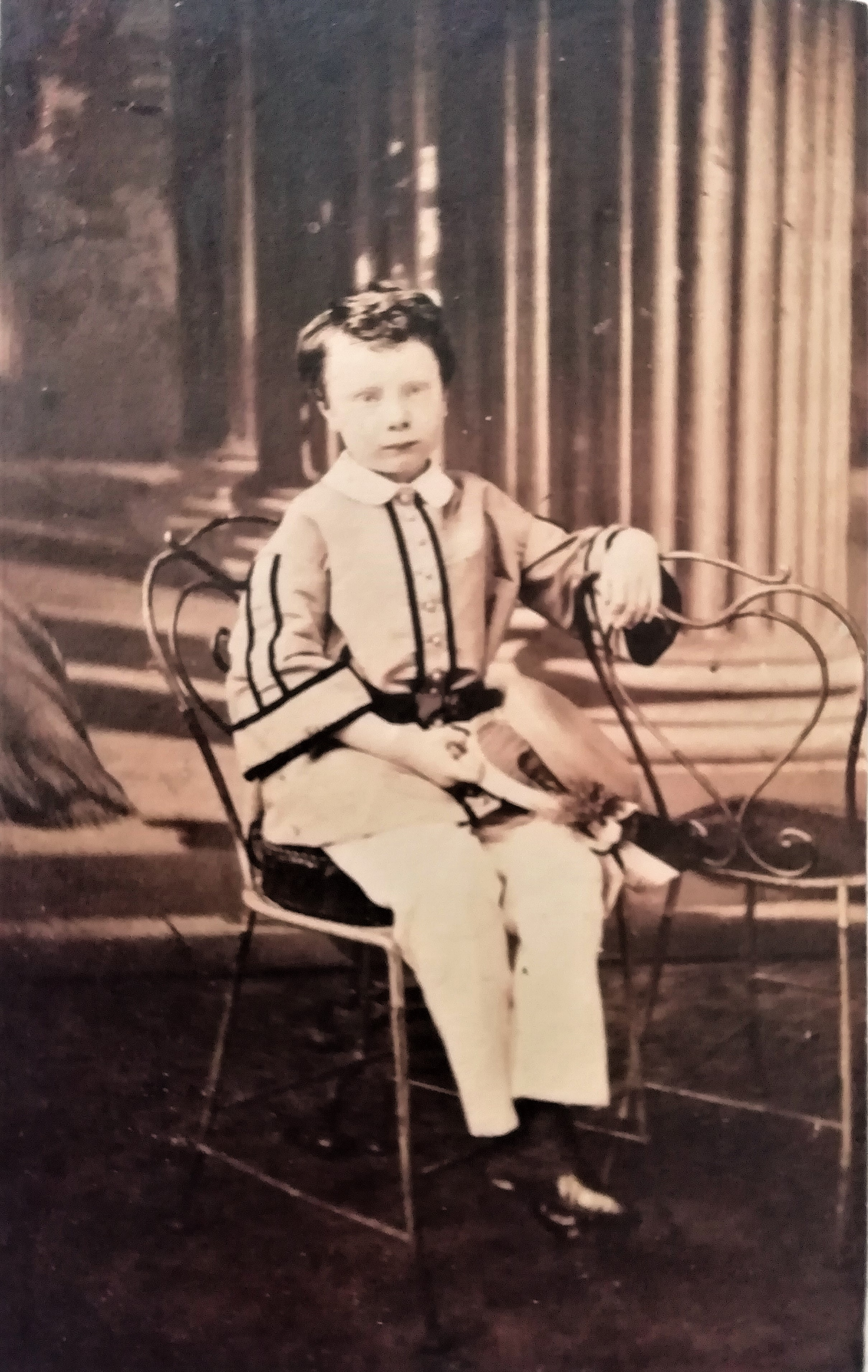
Alexandre prince des Pays-Bas en 1860.

Ses parents se séparent en 1855, le prince Alexandre sera élevé par sa mère une femme cultivée. Contrairement à son frère aîné Guillaume (1840-1879), héritier du trône et prince d’Orange, Alexandre est un prince discipliné, intelligent et cultivé. Entre 1871 et 1874, le prince Alexandre entame des études à l’université de Leyde mais ne les achève pas. Ensuite, il vit dans l’ancienne maison de Jean de Witt, située dans la rue Kneuterdijk, à La Haye. En 1876, Alexandre est initié à la franc-maçonnerie par son grand-oncle Frédéric des Pays-Bas (fils de Guillaume Ier) alors que ce dernier exerce la fonction de grand-maître au sein du Grand Orient des Pays-Bas. À partir de 1882, après la mort de celui-ci, le prince Alexandre devient à son tour grand-maître de l’institution maçonnique.

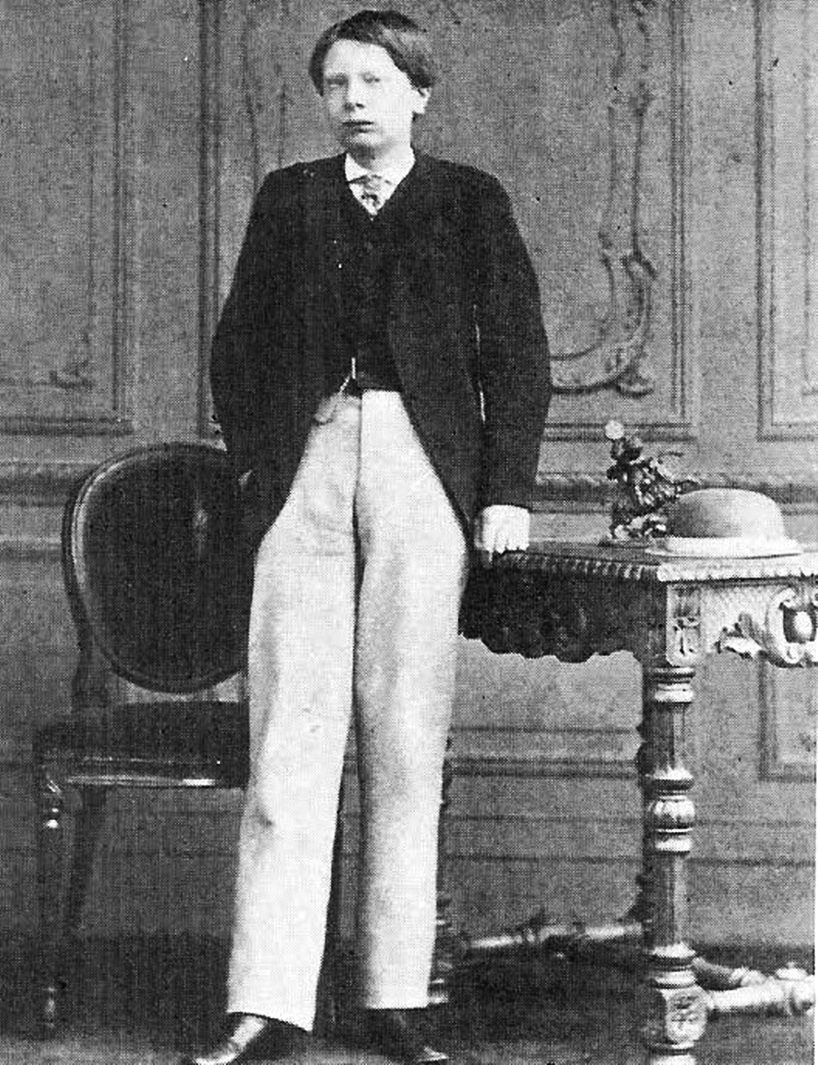
Le jeune prince Alexandre, dans les années 1860.

Le décès prématuré de sa mère la reine Sophie et son enterrement en la Nieuwe Kerk de Delft bouleversent profondément Alexandre, alors âgé de 26 ans. Lorsque son frère Guillaume meurt en 1879, Alexandre devient le premier dans l’ordre de succession au trône des Pays-Bas (son autre frère Maurice était décédé à l’âge de 7 ans, en 1850) ; il devient l’héritier présomptif de Guillaume III et prend le titre de prince d’Orange. Mais, touché par ces deux morts survenues dans sa famille, Alexandre devient peu à peu un prince solitaire. Pourtant peu amené à parler de lui, Alexandre est même l’auteur de deux brochures à la fin de sa vie : Nadere toelichting van mijnen brief van den 17en September 1879 et Een vermoedelijk slotwoord door Alexander, Prins der Nederlanden.
Le 21 juin 1884, à l’âge de 32 ans, Alexandre des Pays-Bas meurt du typhus à La Haye, sans avoir été marié et sans enfants. Le célibat du prince héritier était néanmoins une question étudiée par le gouvernement : des négociations auraient été en cours pour l’alliance d’Alexandre avec la princesse Thyra de Danemark ou avec l’infante Marie-Anne de Portugal. L’enterrement du prince dans la crypte royale de la Nieuwe Kerk de Delft eut lieu un mois après son décès, le 17 juillet 1884, son père Guillaume III ayant constamment repoussé la date de la sépulture en raison du voyage qu’il faisait avec la reine Emma et la princesse Wilhelmine en Suisse et en Allemagne (leur retour eut lieu le 15 juillet).
C’est après sa mort que sa demi-sœur Wilhelmine, issue du second mariage de Guillaume III et seul enfant survivant du roi, devint l’héritière présomptive de la Couronne néerlandaise, sans porter de titres particuliers. La mort du prince Alexandre eut un impact sur la succession luxembourgeoise. En effet, dans le cadre du traité dynastique signé entre les Orange-Nassau et les Nassau-Weilbourg (aînés) en 1783 et en 1815, le grand-duché de Luxembourg ne pouvait être gouverné par une princesse, contrairement à ce que prévoyaient les règles successorales néerlandaises. Le prince Adolphe de Nassau-Weilbourg, issu de la famille ducale nassavienne par son père le duc Guillaume de Nassau, est donc devenu l’héritier présomptif du grand-duché de Luxembourg après le décès d’Alexandre, et la mort de Guillaume III lui a permis de monter sur le trône du nouvel État luxembourgeois (indépendant depuis 1867), en 1890.

## Dans la culture néerlandaise
À Rotterdam, plusieurs lieux se réfèrent au prince : le Prins-Alexanderpolder (un polder) et l'arrondissement Prins Alexander. Une série télévisée de la Katholieke Radio Omroep (KRO) lui a par ailleurs été consacrée en 1998. Intitulée Wij Alexander, cette série est composée de 8 épisodes de 45 minutes (une seule saison), et reprend le thème de la maladie mentale du prince Alexandre.

## Titulature et honneurs

### Titulature
- 25 août 1851 — 11 juin 1879 : Son Altesse Royale le prince Alexandre des Pays-Bas, prince d’Orange-Nassau
- 11 juin 1879 — 21 juin 1884 : Son Altesse Royale le prince d’Orange, prince des Pays-Bas, prince d’Orange-Nassau

### Honneurs
| Chevalier grand-croix de l’ordre du Lion néerlandais                       | Grand-croix de l’ordre du Lion néerlandais (Pays-Bas)                                   |
| Grand-croix de l’ordre de la Couronne de chêne                             | Grand-croix de l’ordre de la Couronne de chêne (Luxembourg)                             |
| Chevalier (première classe) de l’ordre du Lion d’or de la Maison de Nassau | Chevalier (première classe) de l’ordre du Lion d’or de la maison de Nassau (Luxembourg) |

### Sources
- (en) Cet article est partiellement ou en totalité issu de l’article de Wikipédia en anglais intitulé « Alexander, Prince of Orange » (voir la liste des auteurs).

- (nl) Cet article est partiellement ou en totalité issu de l’article de Wikipédia en néerlandais intitulé « Alexander van Oranje-Nassau (1851-1884) » (voir la liste des auteurs).